# Рибалочка мангровий

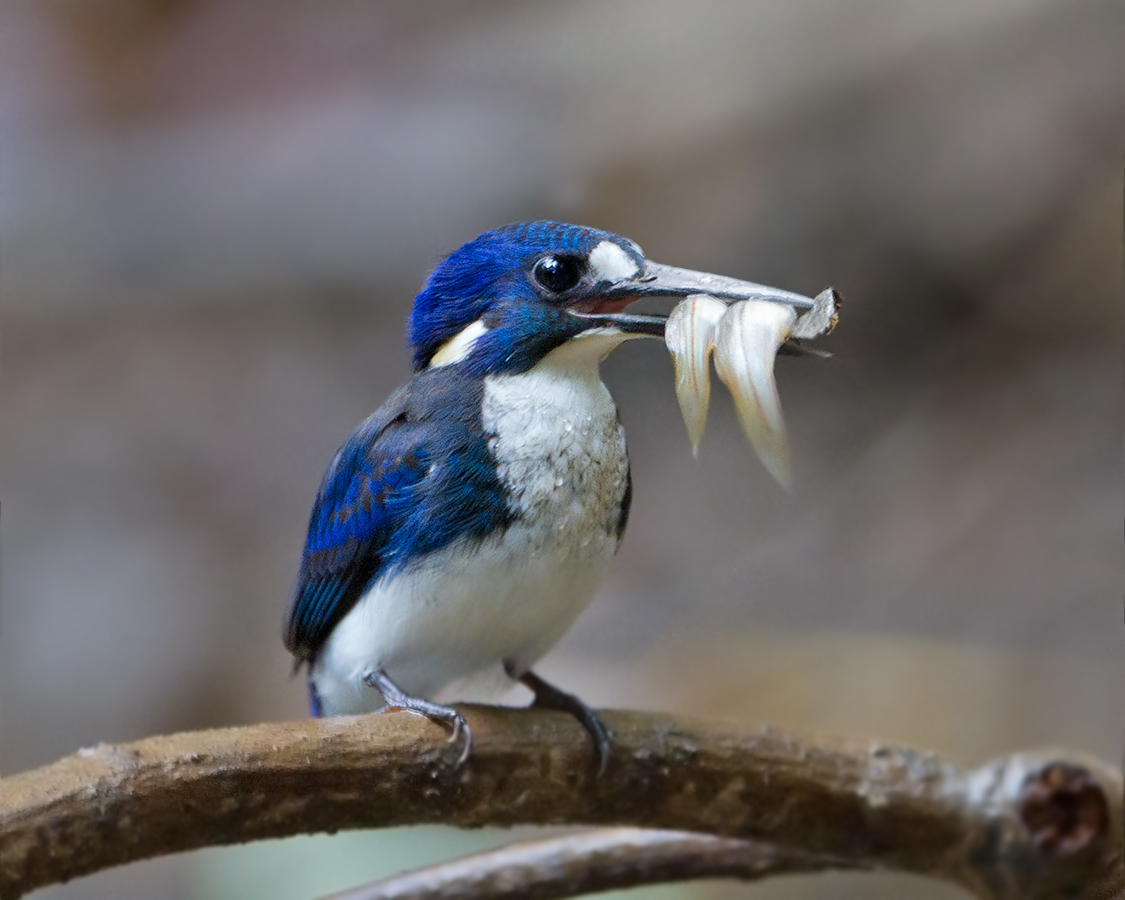
Мангровий рибалочка (Національний парк Дейнтрі)

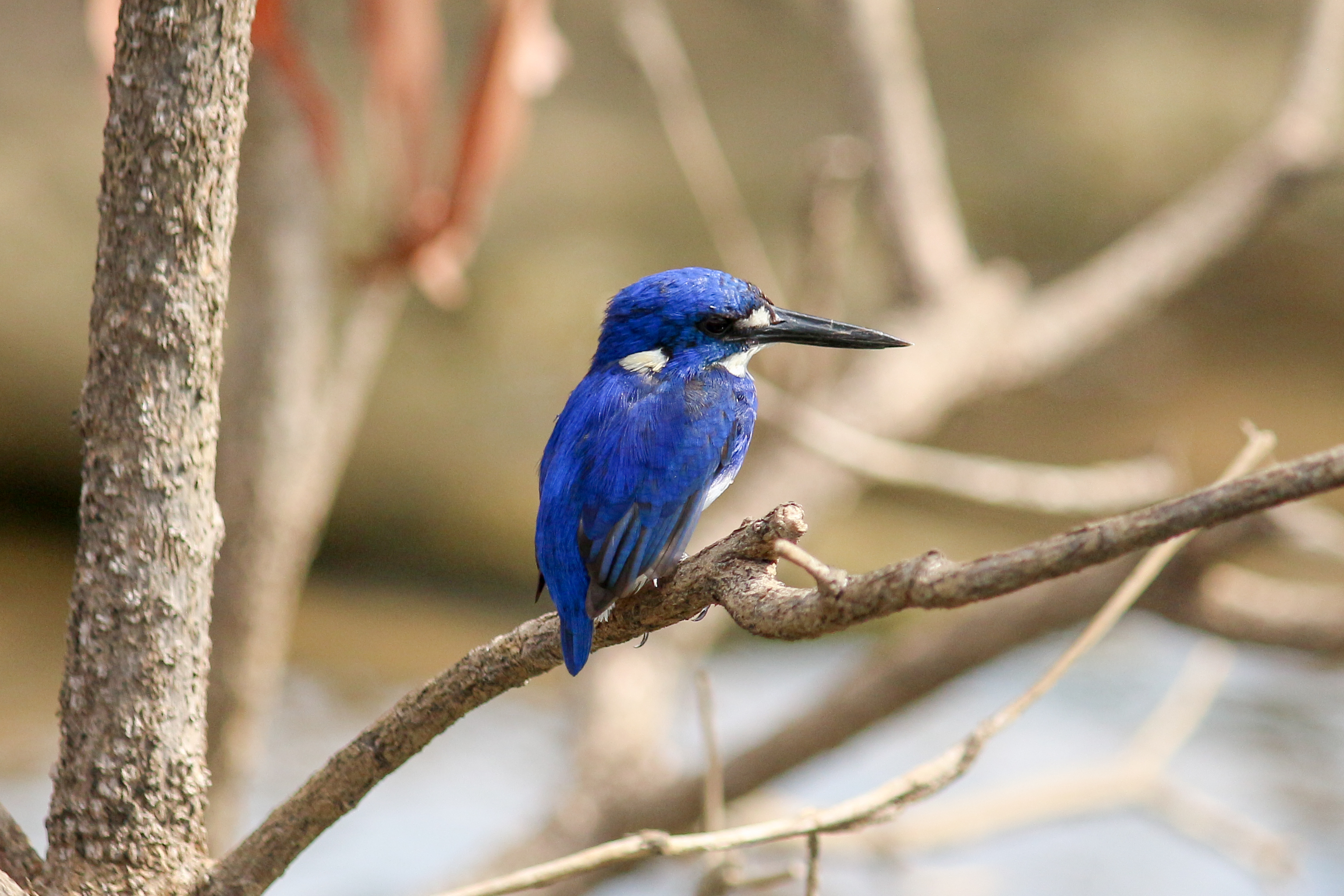
Мангровий рибалочка (Національний парк Какаду)

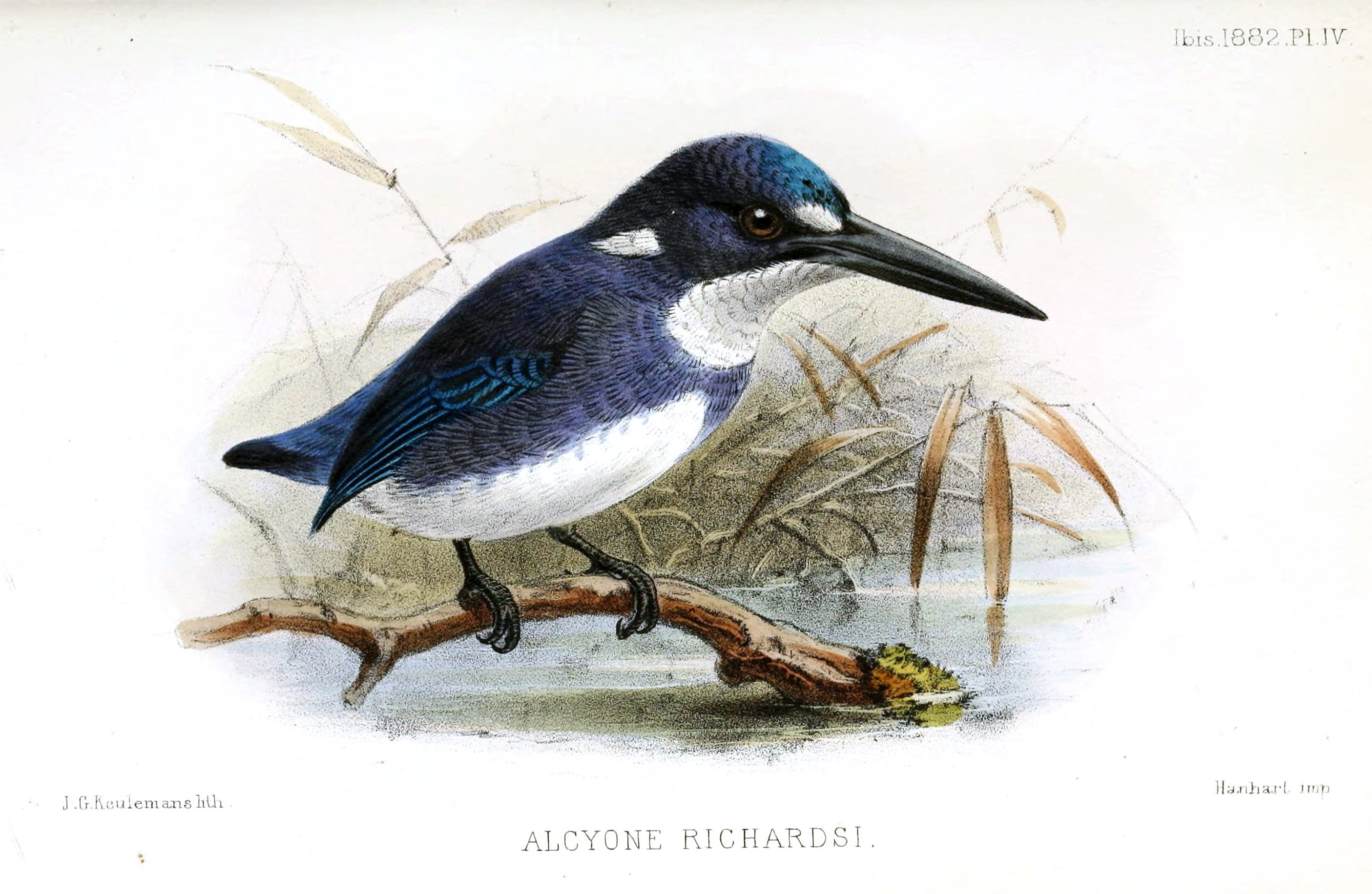
Мангровий рибалочка

Рибалочка мангровий (Ceyx pusilla) — вид сиворакшоподібних птахів родини рибалочкових (Alcedinidae). Мешкає в Австралазії.

## Опис
Довжина птаха становить 11-13 см, розмах крил 40 г. Самці важать 10-15 г, самиці 10-14 г. Голова і спина сині, обличчя, крила і хвіст чорнуваті, махові і стернові пера чорні Перед очима і на щоках білі плями, нижня частина тіла біла, груди з боків сині. Очі, дзьоб і лапи чорні.

## Підвиди
Виділяють дев'ять підвидів:
- C. p. halmaherae (Salomonsen, 1934) — острови Хальмахера, Обі[en], Тернате, Бачан і Серам (Молуккські острови);
- C. p. laetior (Rand, 1941) — північ Нової Гвінеї (від затоки Чендравасіх[en] до затоки Астролябія);
- C. p. pusillus Temminck, 1836 — північний захід, захід, південь і південний схід Нової Гвінеї, острови Кай[en], Ару, Раджа-Ампат і Д'Антркасто, північні острови Торресової протоки;
- C. p. ramsayi (North, 1912) — північ Австралії (від затоки Ансон на північному заході Північної Території до північного заходу півострова Кейп-Йорк на північному сході Квінсленду);
- C. p. halli (Mathews, 1912) — схід півострова Кейп-Йорк, східний Квінсленд, острів Хінчінбрук[en];
- C. p. masauji (Mathews, 1927) — острови Нова Британія, Нова Ірландія, Новий Гановер[en], Умбой[en], Табар[en] і Дьяул[en] (архіпелаг Бісмарка);
- C. p. bougainvillei (Ogilvie-Grant, 1914) — північні і центральні Соломонові острови (від острова Бука до островів Санта-Ісабель і Нггела);
- C. p. richardsi (Tristram, 1882) — острови Нова Джорджія[en] (від Велья-Лавельї до Вангуну[en]);
- C. p. aolae (Ogilvie-Grant, 1914) — острів Гуадалканал.

## Поширення і екологія
Мангрові рибалочки мешкають в Австралії, Індонезії, Папуа Новій Гвінеї та на Соломонових Островах. Вони живуть у вологих рівнинних і заболочених тропічних лісах на берегах водойм, в мангрових лісах і на болотах. Зустрічаються на висоті до 750 м над рівнем моря. Живляться ракоподібними, дрібною рибою, водяними комахами і павуками, дрібними жабками і пуголовками. Птахи полюють на рибу та ракоподібних, пірнаючи у воду із засідки, після чого повертаються на гілку. 
Сезон розмноження в Квінсленді триває з жовтня по березень, на Північній Території з лютого, у Папуа Новій Гвінеї з січня по квітень. Мангрові рибалочки гніздяться в норах, які роблять на берегах річок, в термітниках або між корінням мангрових дерев. В кладці 4-5 білих, округлих, блискучих яєць розміром 17×14 мм.